# Ozyptila conostyla
Ozyptila conostyla là một loài nhện trong họ Thomisidae.
Loài này thuộc chi Ozyptila. Ozyptila conostyla được miêu tả năm 1986 bởi Heikki Hippa, Koponen & Oksala.